# Coprosma oliveri
Coprosma oliveri är en måreväxtart som beskrevs av Francis Raymond Fosberg. Coprosma oliveri ingår i släktet Coprosma och familjen måreväxter. IUCN kategoriserar arten globalt som sårbar. Inga underarter finns listade i Catalogue of Life.